# Tjerno pole (slätt)
Tjerno pole (bulgariska: Черно поле) är en slätt i Bulgarien.   Den ligger i regionen Pleven, i den norra delen av landet, 150 km nordost om huvudstaden Sofia.
Trakten runt Tjerno pole består till största delen av jordbruksmark. Runt Tjerno pole är det ganska glesbefolkat, med 32 invånare per kvadratkilometer.